# Plebejus nivea
Plebejus nivea är en fjärilsart som beskrevs av Courvoisier 1911. Plebejus nivea ingår i släktet Plebejus och familjen juvelvingar. Inga underarter finns listade i Catalogue of Life.